# Skid Row (groupe irlandais)
Ne doit pas être confondu avec Skid Row.
Skid Row est un groupe de blues rock irlandais de la fin des années 1960 et du début des années 1970, basé à Dublin et dirigé par le bassiste Brendan « Brush » Shiels (en). C'est le premier groupe dans lequel les futurs membres de Thin Lizzy, Phil Lynott et Gary Moore, jouent professionnellement.

## Historique

### Les origines
Le groupe, formé en août 1967, comprend Brendan « Brush » Shiels à la guitare basse, Noel « Nollaig » Bridgeman à la batterie, Bernard « Ben » Cheevers à la guitare, et Phil Lynott au chant. Shiels et Cheevers ont déjà joué ensemble dans un certain nombre de groupes à Dublin avant de former Skid Row. Le premier concert du groupe a lieu en septembre 1967 dans un club en sous-sol de Lower Abbey Street à Dublin. Cheevers, qui a remporté le titre de « meilleur apprenti », quitte le groupe en septembre 1968 pour continuer à travailler à plein temps dans l'industrie électrique. Avant son départ, la recherche d'un guitariste compétent conduit Gary Moore à rejoindre le groupe en tant que cinquième membre. Moore et Cheevers jouent tous deux dans le groupe pendant une courte période de « transition ». Robbie Brennan remplace temporairement le batteur d'origine Bridgeman jusqu'en juin 1969 et Cheevers est remplacé par Gary Moore, alors âgé de 16 ans, au milieu de 1968, et le groupe enregistré un single, New Places, Old Faces / Misdemeanor Dream Felicity, pour le label irlandais Song Records (le seul enregistrement publié de Skid Row avec Lynott).
Plus tard cette année-là, Shiels, qui trouve que Lynott chante faux, renvoie celui-ci du groupe. En dédommagement, il lui offre une guitare basse  et quelques cours. Il convertit ainsi Skid Row en power trio, en se faisant lui-même chanteur principal. Le groupe enregistre un deuxième single pour Song, Saturday Morning Man / Mervyn Aldridge. Ces deux disques, ainsi que trois titres d'un enregistrement de la BBC, sont publiés en avril 2006 sur le label Hux sous le titre Live and on Song. Fin 2006, plusieurs démos de Skid Row avec Phil Lynott sont redécouvertes. Ce sont là les premiers enregistrements du chanteur (en 1968), qui étaient présumés perdus pendant des décennies.

### Skidet34 heures
Avec le retour du Bridgeman, Skid Row soutient quelques grands groupes de rock des années 1960, dont Fleetwood Mac en janvier 1970. Moore est influencé par Peter Green, le guitariste de Fleetwood Mac, qui est à son tour impressionné par le jeu de guitare de Moore et le présente à la maison de disques Columbia/CBS. Un troisième single, Sandie's Gone, sort sur le nouveau label du groupe en avril 1970, et un certain nombre de sessions et de concerts sont également enregistrés pour la BBC durant cette période. Le groupe sort Skid, son premier album, en octobre 1970. Un deuxième LP, 34 Hours - ainsi baptisé parce qu'il ne leur a fallu que 34 heures pour l'enregistrer - sort au début de 1971, précédé du single Night Of The Warm Witch / Mr. De-Luxe. Skid Row joue dans la légendaire émission musicale de télévision allemande Beat Club le 18 mars 1971. Le groupe effectue de courtes tournées en Europe (octobre 1970, avec Canned Heat) et aux États-Unis (octobre-novembre 1970 et août et octobre 1971). Un concert largement piraté, présenté sous le titre The Whiskey, Los Angeles, August 5, 1970, et mettant en vedette John Bonham, batteur de Led Zeppelin, en tant qu'invité, date plus probablement d'août 1971. Un troisième album est enregistré à l'automne 1971 mais Moore quitte le groupe en décembre 1971 juste avant une autre tournée américaine prévue. Il est temporairement remplacé par Eric Bell (de Thin Lizzy) pour quelques apparitions scéniques avant que Paul Chapman ne devienne le guitariste à plein temps du groupe. Moore joue ensuite avec Thin Lizzy, en remplacement d'Eric Bell. Chapman superpose les morceaux de guitare de Moore sur l'album inédit, mais aucune des deux versions n'est rendue publique pendant près de vingt ans. Alors que le groupe faiblit, Chapman part en juillet 1972 (rejoignant plus tard UFO). Shiels fait ensuite équipe avec le batteur John Wilson (ex-Them, Taste et Stud ) et le futur guitariste des Sparks, Adrian Fisher, pour former un groupe nommé simplement « Brush ».

### Reformations et différents line-ups
Skid Row se reforme en Irlande en 1973, d'abord avec Shiels, Wilson, le chanteur Eamonn Gibney (ex-Alyce) et le guitariste Ed Deane, ajoutant plus tard le claviériste Kevin McAlea. Le line-up Shiels/Deane/Wilson sort le single Dublin City Angels / Slow Down. John Wilson est remplacé par Paddy Freeney avant que le groupe ne se sépare à nouveau au début de 1974. Pendant les mois suivants, Shiels joue dans le « Bell-Brush Band » avec Eric Bell et Timmy Creedon (batterie, ex-Orphanage), parfois rejoints par Eamonn Gibney. À la fin de l'année, Shiels, Moore et Bridgeman se réunissent brièvement pour une série de concerts, et le line-up de 1975 avec Shiels (guitare / chant), Bridgeman, Jimi Slevin (guitare / chant, ex-Alyce, ex-Peggy's Leg), Timmy Creedon (deuxième batteur / chant) et Johann Brady (basse) enregistre le single The Spanish Lady / Elvira de Skid Row. En 1976, Jody Pollard (guitare) remplace Pat O'Farrell dans une composition comprenant Shiels (chant / mandoline), Bridgeman (batterie), John Brady (basse) et Dave Gaynor (batterie), enregistrant le single Coming Home Again / Fight Your Heart Out, produit par Phil Lynott, et le morceau inédit Skid Row Flashback. Alive And Kickin, le double album live de standards du rock 'n' roll en 1976 met en vedette Shiels, Bridgeman, Brady, Pollard, Gaynor et Ian Anderson. En 1978, Pollard rejoint, remplaçant cette fois Eric Bell aux côtés de Shiels, Bridgeman, Brady et Joe Staunton (guitare, ex-Orphanage).

### Conflit à propos du nom Skid Row
En 1987, Jon Bon Jovi aurait demandé à Gary Moore de vendre le nom « Skid Row » au célèbre groupe de heavy metal américain pour la somme de 35 000 dollars (Bon Jovi détient en partie les droits d'édition musicale de ce groupe). Le chanteur principal Sebastian Bach rappelle que « Lorsque (Skid Row) a signé avec Atlantic, Gary Moore en a entendu parler et a dit que nous pourrions avoir le nom pour 35 000 dollars. « Nous devons payer 35 000 à Gary Moore pour utiliser le nom », et donc nous, en tant que groupe, avons acheté le nom à Gary Moore. Nous étions tous heureux de le faire car c'est un grand nom pour un groupe. Je me souviens avoir dit : « Wow, c'est beaucoup de $, mais il faut le faire ! ». Cependant, Shiels soutient que Moore les a simplement renvoyés vers lui pour discuter des droits sur le nom du groupe, mais que cela n'a jamais été suivi d'effet ».
En janvier 2012, Shiels demande publiquement à Jon Bon Jovi, via YouTube, de le contacter au sujet de l'utilisation du nom « Skid Row ». Cela est lié au fait que Shiels a récemment récupéré les droits de ses propres chansons enregistrées avec le Skid Row original,.

### Héritage
John Brady meurt dans un accident de voiture le 15 février 1993, Phil Lynott meurt d'une septicémie en janvier 1986 et Gary Moore meurt d'une crise cardiaque en février 2011. Skid Row a peu de succès commercial en dehors de l'Irlande et du Royaume-Uni, mais Skid atteint quand même la 30e place du classement britannique des albums. Une bonne partie de leur matériel enregistré est publié entre 1990 et 2006.
Shiels se produit encore occasionnellement en tant que « Brush Shiels' Skid Row », au moins jusqu'en février 2005. Bridgeman continue à travailler en studio avec Clannad, The Waterboys ou Altan et fait partie du groupe de la chanteuse folk irlandaise Mary Black à la fin des années 1980 et au début des années 1990, et de celui de Van Morrison dans les années 2000. Il meurt le 23 mars 2021.
Brush Shiels revient sur son héritage de Skid Row en sortant Mad Dog Woman (initialement intitulé Skid Row Revisited) - un album mélangeany nouveau matériel et de reprises de chansons de Skid Row - via son site internet en juin 2009. Il remercie ironiquement l'autre Skid Row « pour sa générosité d'esprit en reconnaissant la contribution du Skid Row original » en utilisant son nom.

## Membres du groupe
- Brendan « Brush » Shiels (en) – basse, chant (1967–1972, 1973–1976, 2012)
- Noel Nollaig Bridgeman – batterie (1967, 1969–1972, 1975–1976)
- Bernard Bernie Cheevers – guitares (1967)
- Phil Lynott – chant (1967–1968)
- Gary Moore – guitares, chant (1968–1971)
- Robbie Brennan – batterie (1968)
- Eric Bell – guitares (1971)
- Paul Chapman – guitares (1971–1972)
- Eamonn Gibney – vocals (1973–1974)
- Ed Deane – guitares (1973–1974)
- John Wilson – batterie (1973)
- Kevin McAlea – claviers (1973–1974)
- Johann Braddy – basse (1975–1976)
- Paddy Freeney – batterie (1974–1975)
- Timmy Creedon – batterie (1975)
- Dave Gaynor – batterie (1976)
- Jimi Slevin – guitares (1975)
- Pat O'Farrell – guitares (1976)
- Jody Polland – guitares (1976)

## Discographie

### Albums
- Skid Row (CBS, mai 1970)[15] – a.k.a. Dublin Gas Comy (texte sur la photo de pochette)
- Skid (CBS, novembre 1970) – Classé no 30 dans le UK Album Chart
- 34 Hours (CBS, 1971)
- Alive and Kicking (Release Records, juin 1976)
- Skid Row (Essential Records, 1990)  – a.k.a. Gary Moore/Brush Shiels/Noel Bridgeman (artiste credités sur la pochette et au dos) ; ceci est la version avec Gary Moore du troisième album inédit, enregistré fin 1971.
- Live and on Song (Hux, 2006) – Compilation : comprend les deux faces des deux premiers singles de Skid Row sur le label Irish Song enregistrés en 1969, plus un enregistrement In Concert de la BBC en 1971
- Bon Jovi Never Rang Me (Bruised Records, 2012)

### Singles
- New Places, Old Faces / Misdemeanour Dream Felicity (Song, 1969)
- Saturday Morning Man / Mervyn Aldridge (Song, 1969)
- Sandy's Gone (Part 1) / Sandy's Gone (Part 2) (CBS, avril 1970)
- Night of the Warm Witch / Mr. De-Luxe (CBS, avril 1971)
- Living One Day at a Time / Girl from Dublin City (CBS, février 1972)[16]
- Dublin City Girls / Slow Down (Hawk, 1973)
- The Spanish Lady / Elvira (Dude Records, 1975)
- Coming Home Again / Fight Your Heart Out (1976)[10]
- House of the Rising Sun / Buckfast Tonic / Let It Roll (1981)[17]
- Mr. Diablo / Bring Them Back Alive (Bruised Records, 1987)[17],[18]
- Comin' Home Again / Flight of Earls (Bruised Records, 1990)